# Yves-Marie André
Yves-Marie André (22 de maig de 1675, Châteaulin - † 26 de febrer de 1764, Caen) fou un jesuïta i filòsof francès, autor d'un important tractat sobre estètica: Essai sur le Beau.
André pretén salvar al seu tractat l'objectivisme clàssic del judici estètic davant de la relativitat present a molts cercles intel·lectuals de l'època.
Hi distingeix tres classes de bellesa: l'essencial, que és objectiva en estar per sobre de qualsevol consideració humana; la natural, igualment objectiva però a escala humana, tot i que aliena a opinions de gust; il'arbitrària, que és subjectiva i relativa. Així doncs, davant d'aquell que afirma que la bellesa depèn del gust, l'educació o els prejudicis, André atribueix aquesta variabilitat a la bellesa arbitrària i defensa un ordre superior on sí que es pot trobar una bellesa objectiva, present en qualitats com la veritat, l'honestedat, l'ordre i la decència. Defineix la bellesa amb dos components: adequació (decorum) i mesura (modus), seguint un antic concepte clàssic de la bellesa. D'aquesta manera defineix aquestes dues qualitats en tot el que és bell, i afirmar que l'excés de bellesa pot conduir a la lletjor.